# 主任
主任（しゅにん）とは、官公庁、企業などの組織において、従業員の中での熟練者をさす職責・役職・肩書きであり、一般には管理職には該当しない。したがって、ほとんどの企業では労働組合に加入できる役職である。組織によってはチーフあるいはシニアスタッフ等とも呼ばれる。

## 概要

### 日本
年功序列を採る日本企業では、一般的に入社して5–10年すると、この職責・役職を与えられることが多く、主任に階級上の意味を持たせていない場合は「同輩の首席」「最先任」に対する称号と考えて良い。ただし、単に年功序列にだけで職責を与えず、昇任試験により従業員を選抜する企業も存在する。また、この試験の合格で即主任・管理職になれるとは限らず、中には最後まで任命されず定年を迎えることもあるなど、あくまで「候補者」扱いとするところも多い。また、出世に興味のない者でも、定年を迎えるときは主任で迎えることが多い。
国家機関や地方公共団体でも用いられるが、給与体系に基づくものであることが多く、相応する役職もないことや、職員全体の平均年齢が上がってきていることから、係長の下に着く部下数名が全員主任、もしくは主任級であるという部署も珍しいことではなくなっている。このため、主任という肩書であっても、「主任」という呼び名が用いられることはほとんどない。逆にJA組織では「係長」に準じるれっきとした役職名であり、役職のないJA職員とは明確に区別され、職務内容や職場内での待遇は係長とほとんど差異はない。
銀行では、主任、調査役、課長（本部では主任調査役、主査）、次長（本部では副参事役）、支店長と昇格していくため、主任は通過点であるが、主任になる前に3割程度の社員が退職してしまう。初任給が低く抑えられていた時代は、入社2年目と主任に昇格する入社5年目で大幅に昇給する。商工中金では、入庫時書記からスタートし、入庫5年目でいわゆる主任に昇格するが、内部的な肩書であり、対外的な職位は書記であるという、複雑な銀行内部事情を表している。
また、特定の役職に対する接頭語として「主任」がつく場合は、単体の「主任」とは全く異なる意味合いとなり、例えば官公庁の課長クラスに「◯◯官」という職種がある場合において、それに対して「主任◯◯官」という役職も設定されている場合、「主任◯◯官」の格付けは「◯◯官」よりも上位となり、「部・次長」と「課長」の間の格付けとされることが通常である。その一例として、保育所など児童福祉施設における「主任保育士」は施設長または副施設長に次ぐ役職であり学校における教頭にあたる中間管理職であり、他の事業所における主任よりは格上であるが、職場内では「主任」という役職名で呼ばれている。この場合の「主任」と同じ用法を用いられる職名に「統括◯◯」「総括◯◯」「首席○○」「上席○○」（官公庁で国や地方ブロック機関、その出先機関の場合、○○の後ろに「官」がつくことが多い）等が存在する。

#### 大相撲
日本相撲協会には、年寄（親方）の階級として「主任」があり、理事、委員、主任、年寄という順になっている。元横綱・大関は引退して年寄になると「委員待遇」になるがそれ以外は「（平）年寄」になる。現在は名のっている年寄株が借株の場合はずっと「年寄」のままだが、自前の株の場合は2年ほどで「主任」になり、これも2年ほどで「委員」になり、常時3人から5人くらいしかいない階級となっている。

### 中国
中国においても日本の影響から「主任」（シューレン）という役職名が使われるが、これは非常に重い役職であり、例えば「国家発展・改革委員会主任」というのは日本でいえば国務大臣級の役職である。